# Коул-Гроув (Огайо)
Коул-Гроув (англ. Coal Grove) — селище (англ. village) в США, в окрузі Лоуренс штату Огайо. Населення — 1889 осіб (2020).

## Географія
Коул-Гроув розташований за координатами 38°29′30″ пн. ш. 82°38′9″ зх. д. / 38.49167° пн. ш. 82.63583° зх. д. (38.491773, -82.635798).  За даними Бюро перепису населення США у 2010 році селище мало площу 5,30 км², з яких 4,93 км² — суходіл та 0,37 км² — водойми.

## Демографія
Згідно з переписом 2010 року, у селищі мешкало 2165 осіб у 833 домогосподарствах у складі 593 родин. Густота населення становила 409 осіб/км².  Було 891 помешкання (168/км²).
Расовий склад населення:
| - 97,7 % — білих - 0,6 % — чорних або афроамериканців - 0,4 % — корінних американців |

До двох чи більше рас належало 1,1 %. Частка іспаномовних становила 0,3 % від усіх жителів.
За віковим діапазоном населення розподілялося таким чином: 24,4 % — особи молодші 18 років, 59,3 % — особи у віці 18—64 років, 16,3 % — особи у віці 65 років та старші. Медіана віку мешканця становила 38,5 року. На 100 осіб жіночої статі у селищі припадало 88,9 чоловіків;  на 100 жінок у віці від 18 років та старших — 83,8 чоловіків також старших 18 років.
Середній дохід на одне домашнє господарство  становив 47 558 доларів США (медіана — 38 152), а середній дохід на одну сім'ю — 53 396 доларів (медіана — 42 955). Медіана доходів становила 42 500 доларів для чоловіків та 29 375 доларів для жінок. За межею бідності перебувало 21,4 % осіб, у тому числі 35,1 % дітей у віці до 18 років та 13,4 % осіб у віці 65 років та старших.
Цивільне працевлаштоване населення становило 791 осіб. Основні галузі зайнятості: освіта, охорона здоров'я та соціальна допомога — 26,2 %, роздрібна торгівля — 15,9 %, виробництво — 13,9 %.